# Supercoppa italiana 2019 (hockey in-line)
La Supercoppa italiana 2019 è stata la 17ª edizione della omonima competizione italiana di hockey in-line disputata il 12 ottobre 2019 al Quanta Sport Village di Milano.
Hanno partecipato il Milano Quanta in qualità di squadra campione d'Italia e i Diavoli Vicenza come detentore della Coppa Italia.
Il Milano Quanta vinse la partita per 6-5, aggiudicandosi per la settima volta il trofeo.

## Partecipanti
| Squadre         | Qual. | Partecipazioni precedenti (il grassetto indica la vittoria) |
| --------------- | ----- | ----------------------------------------------------------- |
| Milano Quanta   |       | 2011, 2012, 2013, 2014, 2015, 2016, 2017, 2018              |
| Diavoli Vicenza |       | 2009                                                        |

## Tabellino
| Milano 12 ottobre 2019, ore 20:00 UTC+1 | Milano Quanta | 6 – 5 referto | Diavoli Vicenza | Quanta Sport Village |